# ダース・ローマシュ匡
ダース・ローマシュ匡（ダース ローマシュたすく、1988年12月15日 - ）は、奈良県生駒市出身の元プロ野球選手（投手）、ダルビッシュ有のマネージメント（会社員）、YouTuber、元モデル。右投右打。甲子園に4度出場。
北海道日本ハムファイターズへ在籍していた時期にダルビッシュ有とチームメートであった縁で、現役引退後の2013年からは、ダルビッシュの記念館である「スペース11 ダルビッシュ ミュージアム」（兵庫県神戸市中央区）の運営責任者（2018年5月から館長）を務めている。

## 経歴

### プロ入り前
中学では生駒シニアに入団し、3年時にはエース兼四番打者としてチームを引っ張り全国大会にまで駒を進めた。高校は地元近畿地方の強豪校からの誘いもあったが、結局は岡山県の関西高等学校に進学する。同期には上田剛史がおり、高校2年生の時に秋の明治神宮野球大会で準優勝の原動力となる等、プロから注目をされるまでの選手となっていった。
2006年の春のセンバツでは、2回戦で斎藤佑樹を擁する早稲田実業と対戦。試合は、9回に関西が追い付いたことで延長戦となり、延長15回まで進んでも決着がつかず、再試合となった。この試合で、ダースは6回途中から登板し、158球を投げた。翌日の再試合、ダースの登板は無く、チームは9回に逆転を許し敗北した。
2006年のプロ野球ドラフト会議（高校生対象）で日本ハムから4巡目で指名された。同年のドラフト会議（大学生・社会人ほか対象）で同じ日本ハムに指名された宮本賢は高校の先輩に当たり、背番号66は憧れの投手である斉藤和巳にならっている。

### プロ入り後
ルーキーイヤーの2007年シーズンは故障に見舞われ、2軍でも公式戦登板は無かった。
2年目の2008年5月6日に西武戦でプロ初登板。結果は5回1失点（自責点0）も勝ちに恵まれなかった。その後は怪我に悩まされ登板はなかった。
2009年は腰痛などで1軍登録はなく、イースタンリーグでも3試合の登板に終わった。オフにダルビッシュとともに自主練習を行った。
2010年4月16日の西武戦に登板するも制球が定まらず、2回1/3、4四球3失点で敗戦投手になった。8月5日に以前から痛めていた肘を治すためにトミー・ジョン手術を8月9日に行った。その後は二軍登板もなかった。
2011年11月10日に球団から戦力外通告を受けたことを機に現役を引退した。

### 現役引退後
引退直後には、現役時代に世話になった飲食店で働きながら、日本ハムの本拠地である北海道でモデルとして活動。後に北海道を離れても、モデルの活動を続けていた。
なお、チームの先輩でもあったダルビッシュが2012年からMLBのテキサス・レンジャーズへ移籍することを背景に、引退の直後にはダルビッシュのマネジャーを務める可能性が一部で報じられた。実際にはマネジャーの職に就かなかったが、2013年11月11日から「スペース11　ダルビッシュ　ミュージアム」（ダルビッシュの実父が運営する洋館「ダルビッシュコート」の3階に開設したダルビッシュ公認の記念館）の運営を任されている。2018年5月に館長へ就任。
2019年11月からは、YouTube上に自身のチャンネルを開設している。
コロナ禍では同級生の前田健太のグッズを販売し収益をスポーツ庁スポーツキャリアサポートコンソーシアム推進委員の吉浦剛史らと大阪府に寄付したことで大阪府知事の吉村洋文から感謝状が贈られている。また、吉浦との関係でエアロビック競技の上田真穂とアスリートキャリアコーディネーター育成プログラムの講師も務めた。

## 人物
父親がインド人、母親が日本人。
2010年オフの契約更新で規約に合意したが印鑑を忘れたため、契約ができずに保留状態となった。判子の印影はカタカナでダースである。

## 詳細情報

### 年度別投手成績
| 年 度     | 球 団     | 登 板 | 先 発 | 完 投 | 完 封 | 無 四 球 | 勝 利 | 敗 戦 | セ 丨 ブ | ホ 丨 ル ド | 勝 率 | 打 者 | 投 球 回 | 被 安 打 | 被 本 塁 打 | 与 四 球 | 敬 遠 | 与 死 球 | 奪 三 振 | 暴 投 | ボ 丨 ク | 失 点 | 自 責 点 | 防 御 率 | W H I P |
| --------- | --------- | ----- | ----- | ----- | ----- | -------- | ----- | ----- | -------- | ----------- | ----- | ----- | -------- | -------- | ----------- | -------- | ----- | -------- | -------- | ----- | -------- | ----- | -------- | -------- | ------- |
| 2008      | 日本ハム  | 1     | 1     | 0     | 0     | 0        | 0     | 0     | 0        | 0           | ----  | 22    | 5.0      | 4        | 0           | 3        | 0     | 0        | 2        | 0     | 0        | 1     | 0        | 0.00     | 1.40    |
| 2010      | 日本ハム  | 1     | 1     | 0     | 0     | 0        | 0     | 1     | 0        | 0           | .000  | 14    | 2.1      | 4        | 0           | 4        | 0     | 0        | 1        | 0     | 0        | 3     | 3        | 11.57    | 3.48    |
| 通算：2年 | 通算：2年 | 2     | 2     | 0     | 0     | 0        | 0     | 1     | 0        | 0           | .000  | 36    | 7.1      | 8        | 0           | 7        | 0     | 0        | 3        | 0     | 0        | 4     | 3        | 3.68     | 2.05    |

- 一軍登板はいずれも西武ドームでの西武戦である。

### 記録
- 初登板・初先発登板：2008年5月6日、対埼玉西武ライオンズ7回戦（西武ドーム）、5回1失点（自責点0）
- 初奪三振：同上、1回裏に中島裕之から空振り三振

### 背番号
- 66 （2007年 - 2011年）